# Хиперкорекция
В социолингвистиката хиперкорекцията е нестандартна употреба на езика, която е резултат от прекомерното прилагане на възприемано правило за предписание за употреба на език. Говорител или писател, който използва хиперкорекция, обикновено вярва, поради неразбиране на такива правила, че формата или фразата, която използва, е „по-правилна“, стандартна или по друг начин за предпочитане, често съчетано с желание да изглежда официален или образован.
Лингвистична хиперкорекция възниква, когато реално или въображаемо граматическо правило се прилага в неподходящ контекст, така че опитът да бъде „правилен“ води до неправилен резултат. Според Ото Йесперсен и Робърт Дж. Менър, това не се случва, когато говорещият следва „естествен речев инстинкт“.
Хиперкорекцията може да се наблюдава сред говорещите по-малко престижни езикови разновидности, които се опитват да произведат форми, свързани с високопрестижни разновидности, дори в ситуации, в които говорещите тези разновидности не биха го направили. Някои коментатори наричат подобно производство хиперурбанизъм.
Хиперкорекцията може да се появи в много езици и навсякъде, където са в контакт множество езици или езикови разновидности.
Хиперкорекцията се среща често при изучаване на чужди езици, при социална мобилност или в ситуации на езикова несигурност. Например в българския език някои говорещи казват „на аз“ вместо правилното „на мен“, вярвайки, че избягват грешка, понеже „аз“ е книжовната форма в подложно положение. Такива случаи илюстрират как стремежът към „по-правилна“ реч може да доведе до неправилна форма.